# 스와프닐 쿠살레
스와프닐 쿠살레(마라티어: स्वप्नील कुसळे, 1995년 8월 6일~)는 인도의 사격 선수로 주 종목은 소총이다. 2024년 하계 올림픽 남자 50m 소총 3자세 종목에서 동메달을 획득했다.

## 경력
마하라슈트라주 콜라푸르 출신이다.
2024년 8월 프랑스 파리에서 열린 2024년 하계 올림픽에 참가하면서 선수 경력 첫 올림픽에 출전했다. 그는 50m 소총 3자세 종목에서 중국의 류위쿤과 우크라이나의 세르히 쿨리시의 뒤를 이어 동메달을 획득했다.